# 센고쿠 히데히사
센고쿠 히데히사(일본어: 仙石 秀久)는 센고쿠 시대부터 에도 시대 전기까지 활약한 무장·다이묘이다. 시나노 고모로번 초대 번주. 이즈시 번 센고쿠 가문의 시조.
도요토미 히데요시의 최고참 가신으로서 소년 시절부터 임관했다. 가신단 중에서는 가장 빨리 다이묘로 출세했다. 헤쓰기가와 전투 패전의 책임으로 개역되었지만, 오다와라 정벌의 참전이 허용되어 이에 활약하였다.
|  | 제1대 고모로번 번주 (센고쿠 가문) 1590년 ~ 1614년 | 후임 센고쿠 다다마사 |